# فيغا (النرويج)
فيغا هي بلدية في النرويج، تتبع نورلان، بلغ عدد سكانها 1,244  نسمة في 2016.

## معرض صور

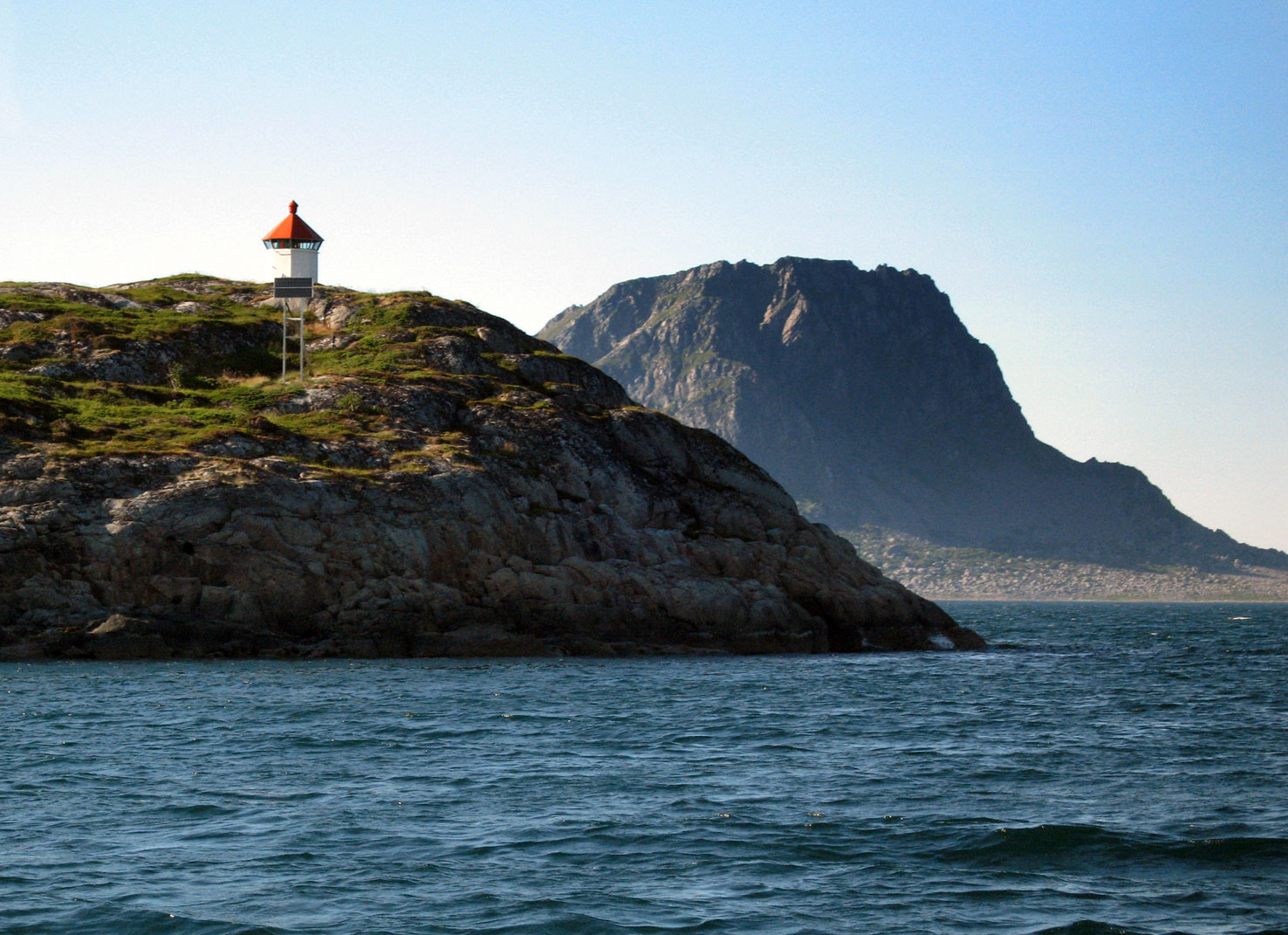
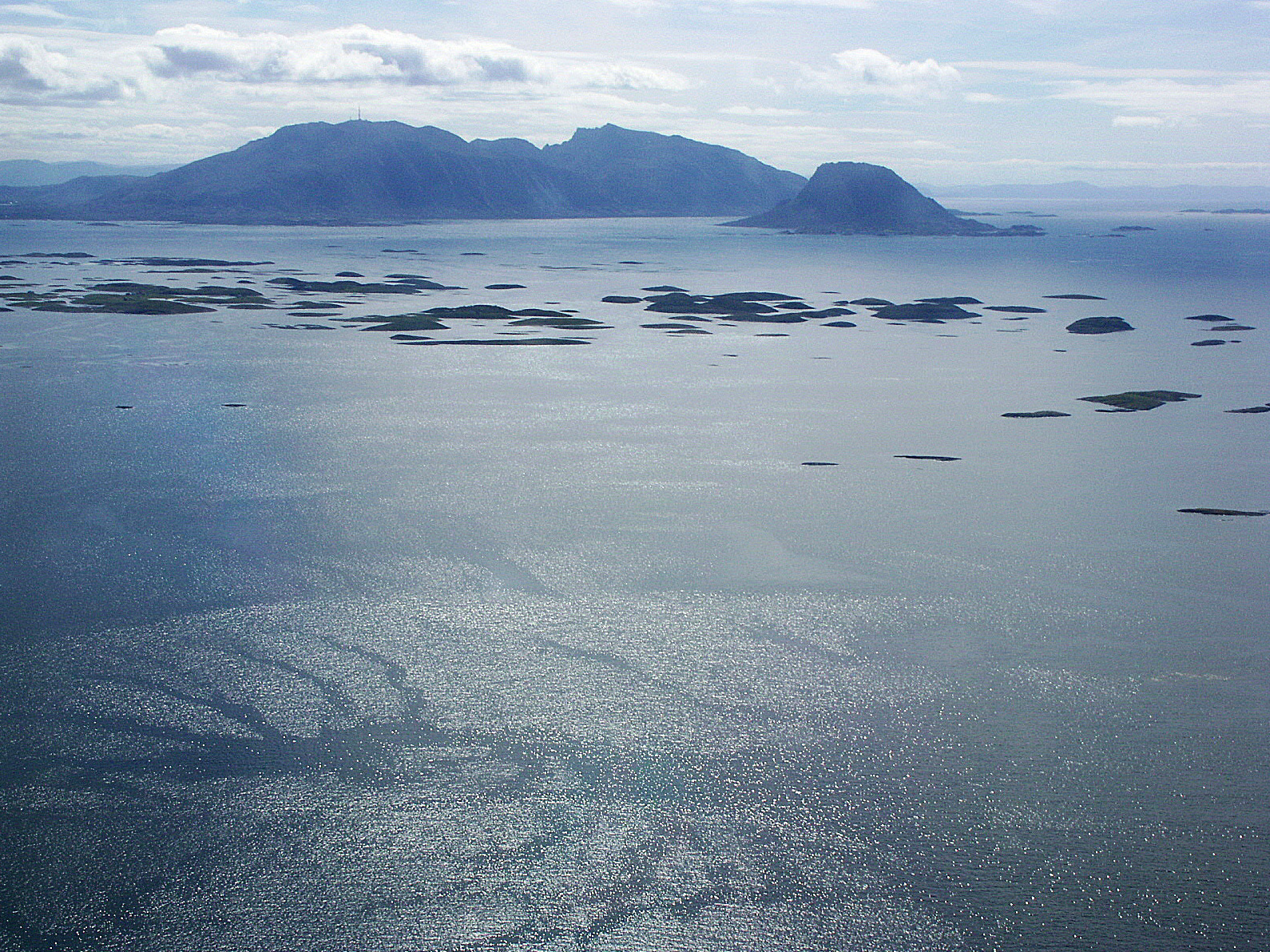
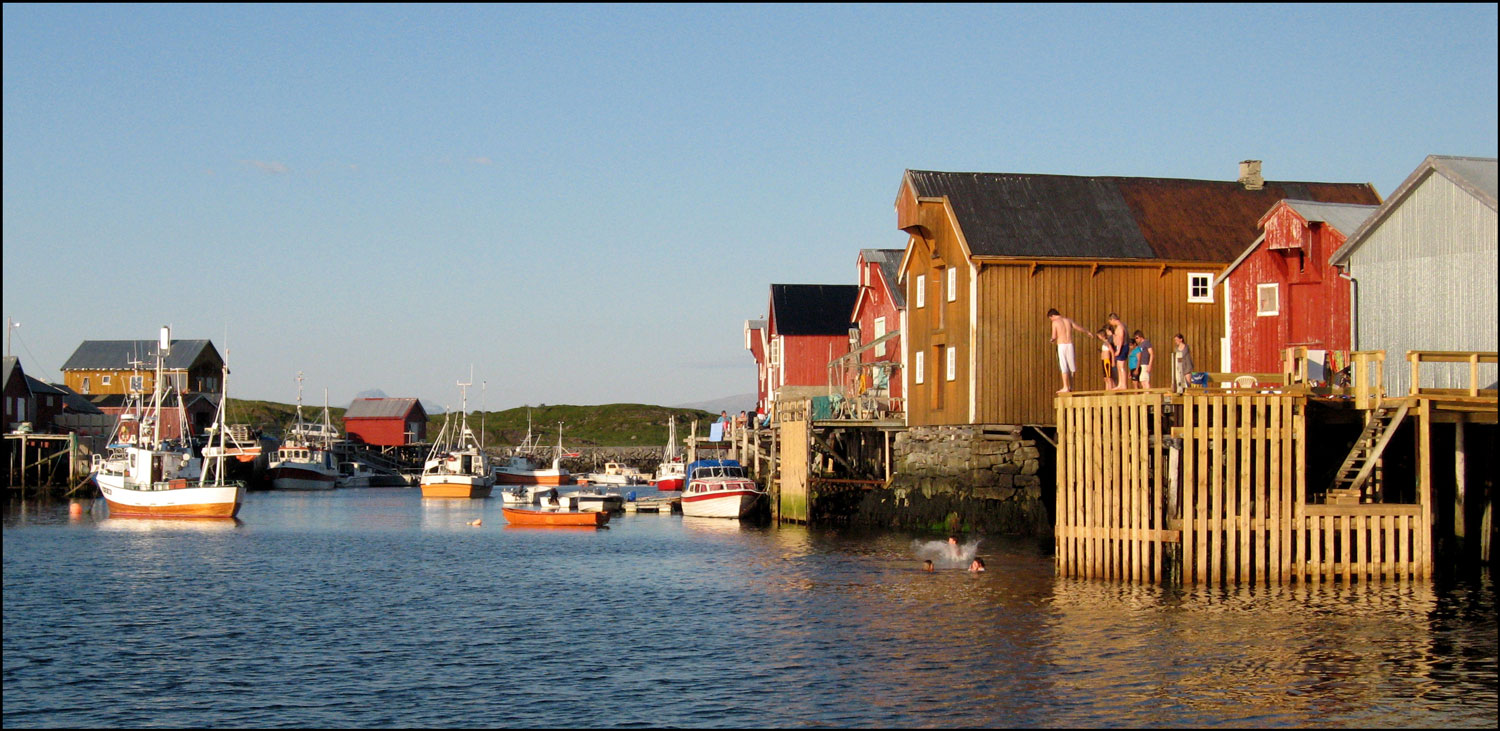

## الموقع
تشترك في الحدود مع:
- Brønnøy Municipality [الإنجليزية]‏
- Vevelstad Municipality [الإنجليزية]‏
- Alstahaug Municipality [الإنجليزية]‏.

## أعلام
- هوغو هانسن